# Doryichthys boaja
Doryichthys boaja es una especie de pez de la familia Syngnathidae en el orden de los Syngnathiformes.

## Morfología
Los machos pueden alcanzar 41 cm de longitud total.

## Alimentación
Come pequeños crustáceos, gusanos e insectos.

## Reproducción
Es ovovivíparo y el macho transporta los huevos en una bolsa ventral, la cual se encuentra debajo de la cola.

## Hábitat
Es un pez  de agua dulce y de clima tropical.

## Distribución geográfica
Se encuentra en Malasia Tailandia Camboya y el Vietnam.